# Liste der Mitglieder der Deutschen Akademie der Naturforscher Leopoldina/1676
Die Liste der Mitglieder der Deutschen Akademie der Naturforscher Leopoldina für 1676 enthält alle Personen, die im Jahr 1676 zum Mitglied ernannt wurden. Insgesamt gab es fünf neu gewählte Mitglieder.

## Mitglieder
| Nr. | Name                    | Beiname     | Geboren       | Aufnahme | Gestorben     | Bild                                                       |
| --- | ----------------------- | ----------- | ------------- | -------- | ------------- | ---------------------------------------------------------- |
| 62  | Johann Georg Trumph     | Rufus I.    | 4. Mai 1644   |          |               |                                                            |
| 63  | Gottfried Schulz        | Aegineta I. | 20. Apr. 1643 | 1. Jul.  | 4. Mai 1698   |                                                            |
| 64  | Georg Hieronymus Welsch | Nestor I.   | 28. Okt. 1624 | 29. Okt. | 1. Nov. 1677  | Georg Hieronymus Welsch. Stich von Johann Jacob Haid, 1747 |
| 65  | Rudolph Wilhelm Krause  | Typhus      | 22. Okt. 1642 | 25. Sep. | 26. Dez. 1718 |                                                            |
| 66  | Georg Abraham Mercklin  | Chiron I.   | 19. Nov. 1644 | 25. Sep. | 19. Apr. 1702 |                                                            |